# آدیلسون فریرا دی سوزا
آدیلسون فریرا دی سوزا (به پرتغالی: Adilson Ferreira de Souza) هافبک، مهاجم اهل برزیل است که در شهر Andradina، ایالت سائوپائولو و در تاریخ ۱ سپتامبر ۱۹۷۸ به دنیا آمده‌است.
آدیلسون فریرا دی سوزا در تیم‌های فوتبال Bandeirante سابقهٔ حضور دارد.